# Masseria Sant'Angelo Vecchio dell'Avenella
La Masseria Sant'Angelo Vecchio dell'Avenella è la seconda fattoria greca come distanza dal centro urbano di Bernalda. Sulle sue fondamenta è stata realizzata in epoche successive un'imponente masseria fortificata.
Fu una delle più importanti e ricche fattorie della Magna Grecia a causa della sua posizione strategica e alla presenza di diverse sorgenti di acqua, molti ritrovamenti sono presenti nel Museo archeologico nazionale di Metaponto. Sono ancora presenti le vecchie fondazioni, alcuni pozzi ed un'antica fornace.
Il Ministero per i beni e le attività culturali, in una relazione storica ed artistica datata luglio 2011 al fine di tutelare e conservare, ha ritenuto opportuno riconoscere questo luogo bene culturale ai sensi D.Lgs n.42 del 22/01/2004.